# 瑟穆斯河畔圣卢
瑟穆斯河畔圣卢（法語：Saint-Loup-sur-Semouse，法語發音：[sɛ̃ lu syʁ səmuz]），法国东北部城市，勃艮第-弗朗什-孔泰大区上索恩省的一个市镇，隶属于吕尔区，其市镇面积为16.54平方公里，2022年1月1日时人口数量为2,842人，在法国城市中排名第3,667位。
瑟穆斯河畔圣卢位于上索恩省东北部，瑟穆斯河畔，是一个区域性的中心城市，因其境内的Parisot工厂而闻名，多条公路在此交汇。

## 地名来源
“Saint-Loup”一名可能来源于公元五世纪的天主教圣人特鲁瓦的卢，他曾在此率兵击败了阿提拉的军队；“-sur-Semouse”这一后缀自1801年起成为当地官方名称的一部分，而在此之前，当地又被称为“Saint-Loup-en-Vosges”或“Saint-Loup-en-Comté”。

## 历史
瑟穆斯河畔圣卢的早期历史尚不清楚。根据当地官方网站的论述，1450年，勃艮第公爵率兵占领并烧毁了圣卢。1477年勃艮第公国灭亡后，路易十一与洛林公爵勒内二世签署了关于让圣卢成为特殊土地的协议。16世纪后，得益于制革业的发展，圣卢人口数量逐年增加。《奈梅亨条约》签订后，路易十四将圣卢划入弗朗什-孔泰联合国，成为法兰西王国的一部分。18世纪时，当地领主在此兴建城堡。法国大革命后，瑟穆斯河畔圣卢成为上索恩省的一个市镇。工业革命期间，瑟穆斯河畔圣卢境内出现了皮革、制鞋及纺织工厂。普法战争及两次世界大战期间，瑟穆斯河畔圣卢均遭到不同程度的破坏，其中一战使得当地共185名居民身亡。二战后，得益于Parisot家具木材工厂的壮大，瑟穆斯河畔圣卢吸引了大批来自意大利、葡萄牙及马格里布地区的劳动者移民，当地人口数量快速增加。20世纪末，受到工厂萎缩等因素的影响，瑟穆斯河畔圣卢人口数量有所下降，并出现了失业率上升等社会问题。

## 地理

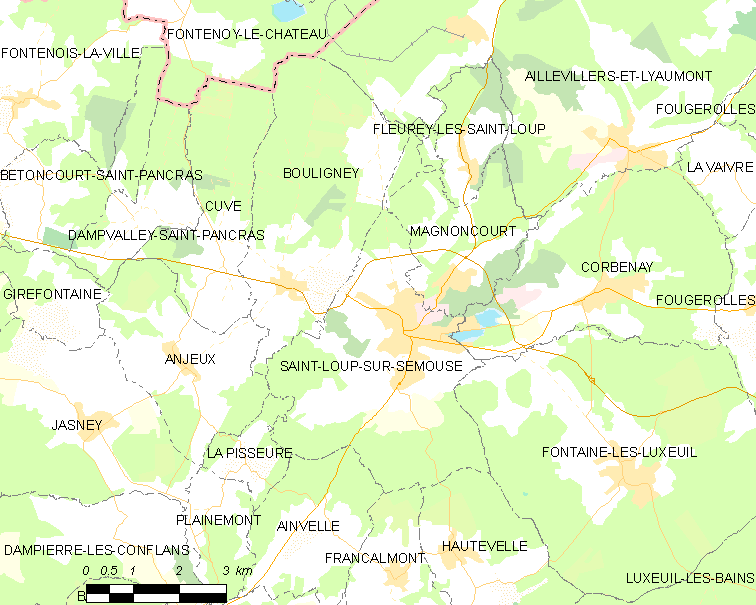
瑟穆斯河畔圣卢市镇范围地图

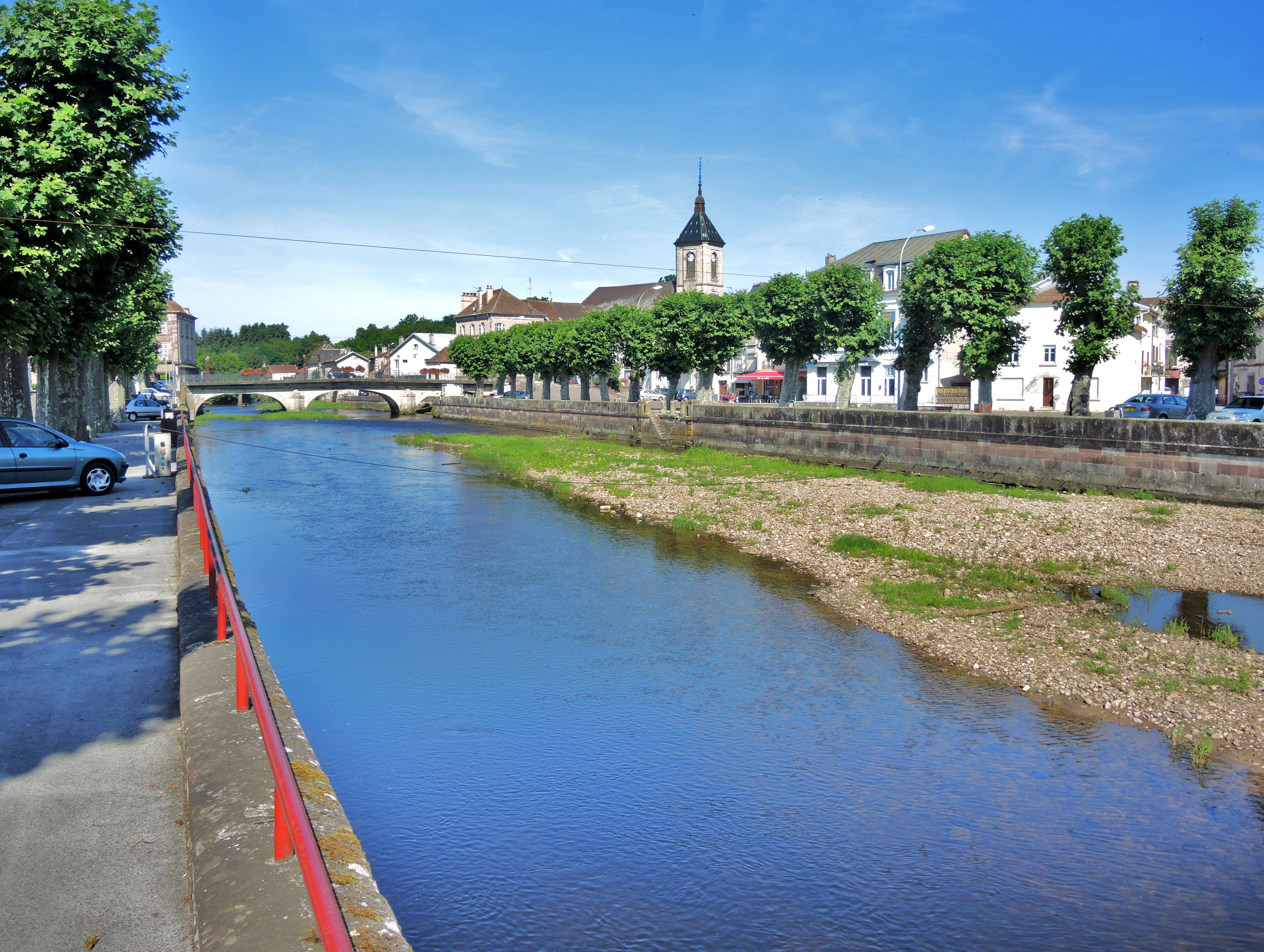
流经瑟穆斯河畔圣卢镇中心的瑟穆斯河

瑟穆斯河畔圣卢位于法国东北部，勃艮第-弗朗什-孔泰大区东北部和上索恩省东北部，距离省会沃苏勒大约34公里。与瑟穆斯河畔圣卢接壤的市镇包括：布利涅、阿耶维莱和利欧蒙、弗勒雷莱圣卢、方丹莱吕克瑟伊、昂热、拉皮瑟尔、安韦勒、马尼翁库尔、科尔伯奈、弗朗卡尔蒙和欧特韦勒。

### 地形
瑟穆斯河畔圣卢位于孚日山南部延伸地带，境内以平原为主，市镇中心地势较为平坦，北侧部分区域略有起伏，全境海拔在231到315米之间。

### 水文
瑟穆斯河畔圣卢位于罗讷河流域范围内，瑟穆斯河自东北向西南蜿蜒流经镇中心，其左岸支流欧格罗讷河在此与其交汇；孔博泰河则自东向西流经市镇南部；此外瑟穆斯河畔圣卢市镇范围的西南部有多处湖塘分布。

### 植被
瑟穆斯河畔圣卢属于温带阔叶混交林区，林地多分布于河流附近，市区南部为格里瑟利耶树林（Bois du Griseliers）。
在鲜花城市的评比中，瑟穆斯河畔圣卢被评为2星级鲜花城市。

### 气候
瑟穆斯河畔圣卢在柯本气候分类法中属于温带海洋性气候（Cfb），因其距离海岸线相对较远，故当地气候又有较为明显的大陆性特征。
距离瑟穆斯河畔圣卢最近的常年气象站位于Aillevillers-et-Lyaumont境内，以下为该气象站的数据（其中日照数据取自吕克瑟伊莱班）：
| Aillevillers 1981年－2019年 | Aillevillers 1981年－2019年 | Aillevillers 1981年－2019年 | Aillevillers 1981年－2019年 | Aillevillers 1981年－2019年 | Aillevillers 1981年－2019年 | Aillevillers 1981年－2019年 | Aillevillers 1981年－2019年 | Aillevillers 1981年－2019年 | Aillevillers 1981年－2019年 | Aillevillers 1981年－2019年 | Aillevillers 1981年－2019年 | Aillevillers 1981年－2019年 | Aillevillers 1981年－2019年 |
| 月份                        | 1月                         | 2月                         | 3月                         | 4月                         | 5月                         | 6月                         | 7月                         | 8月                         | 9月                         | 10月                        | 11月                        | 12月                        | 全年                        |
| --------------------------- | --------------------------- | --------------------------- | --------------------------- | --------------------------- | --------------------------- | --------------------------- | --------------------------- | --------------------------- | --------------------------- | --------------------------- | --------------------------- | --------------------------- | --------------------------- |
| 历史最高温 °C（°F）         | 16 (61)                     | 20.2 (68.4)                 | 25 (77)                     | 30 (86)                     | 33 (91)                     | 36 (97)                     | 39 (102)                    | 39.5 (103.1)                | 33.4 (92.1)                 | 28 (82)                     | 23.5 (74.3)                 | 17 (63)                     | 39.5 (103.1)                |
| 平均高温 °C（°F）           | 5.1 (41.2)                  | 6.9 (44.4)                  | 11.3 (52.3)                 | 15.5 (59.9)                 | 19.9 (67.8)                 | 23.3 (73.9)                 | 25.7 (78.3)                 | 25.3 (77.5)                 | 20.8 (69.4)                 | 15.8 (60.4)                 | 9.4 (48.9)                  | 5.7 (42.3)                  | 15.4 (59.7)                 |
| 日均气温 °C（°F）           | 1.4 (34.5)                  | 2.4 (36.3)                  | 6 (43)                      | 9.3 (48.7)                  | 13.7 (56.7)                 | 17 (63)                     | 19.2 (66.6)                 | 18.8 (65.8)                 | 14.9 (58.8)                 | 10.8 (51.4)                 | 5.3 (41.5)                  | 2.3 (36.1)                  | 10.1 (50.2)                 |
| 平均低温 °C（°F）           | −2.3 (27.9)                 | −2.1 (28.2)                 | 0.7 (33.3)                  | 3.2 (37.8)                  | 7.6 (45.7)                  | 10.7 (51.3)                 | 12.6 (54.7)                 | 12.4 (54.3)                 | 9 (48)                      | 5.7 (42.3)                  | 1.3 (34.3)                  | −1.2 (29.8)                 | 4.8 (40.6)                  |
| 历史最低温 °C（°F）         | −23.5 (−10.3)               | −22.5 (−8.5)                | −16 (3)                     | −7 (19)                     | −3.5 (25.7)                 | −1 (30)                     | 0.5 (32.9)                  | 3.1 (37.6)                  | −0.5 (31.1)                 | −6.5 (20.3)                 | −12 (10)                    | −18 (0)                     | −23.5 (−10.3)               |
| 平均降水量 mm（）           | 105.7 (4.16)                | 91.2 (3.59)                 | 93.3 (3.67)                 | 81.4 (3.20)                 | 109.2 (4.30)                | 88.2 (3.47)                 | 91.4 (3.60)                 | 96.2 (3.79)                 | 100.7 (3.96)                | 116 (4.6)                   | 118.8 (4.68)                | 127.7 (5.03)                | 1,219.8 (48.02)             |
| 月均日照時數                | 72.5                        | 91.7                        | 140.6                       | 175.9                       | 203.9                       | 231                         | 240.9                       | 227.5                       | 172.2                       | 121.4                       | 67                          | 54.9                        | 1,799.5                     |
| 来源：infoclimat.fr         |                             |                             |                             |                             |                             |                             |                             |                             |                             |                             |                             |                             |                             |

## 行政区划
瑟穆斯河畔圣卢的市镇编号为70467，邮政编号为70800。
在行政管理方面，瑟穆斯河畔圣卢隶属于法国勃艮第-弗朗什-孔泰大区上索恩省吕尔区；在地方选举方面，瑟穆斯河畔圣卢是瑟穆斯河畔圣卢县的中央投票站所在地，其市镇范围全境被划入上索恩省第二选区；在社会管理方面，瑟穆斯河畔圣卢是上孔泰市镇公共社区的组成部分。
截至2023年10月，瑟穆斯河畔圣卢市镇范围内暂无任何城市敏感街区及城市政策优先街区。
法国国家统计与经济研究所（简称）在进行数据统计时，将瑟穆斯河畔圣卢及相邻的另外一个市镇设为瑟穆斯河畔圣卢城市核心区（Unité urbaine de Saint-Loup-sur-Semouse）及瑟穆斯河畔圣卢城市区（Aire urbaine de Saint-Loup-sur-Semouse）。自2020年起，瑟穆斯河畔圣卢城市区被包含10个市镇的瑟穆斯河畔圣卢城市辐射区代替。此外，还将瑟穆斯河畔圣卢市镇整体看作一个“块区”（IRIS），以便于统计人口分布情况。

## 交通

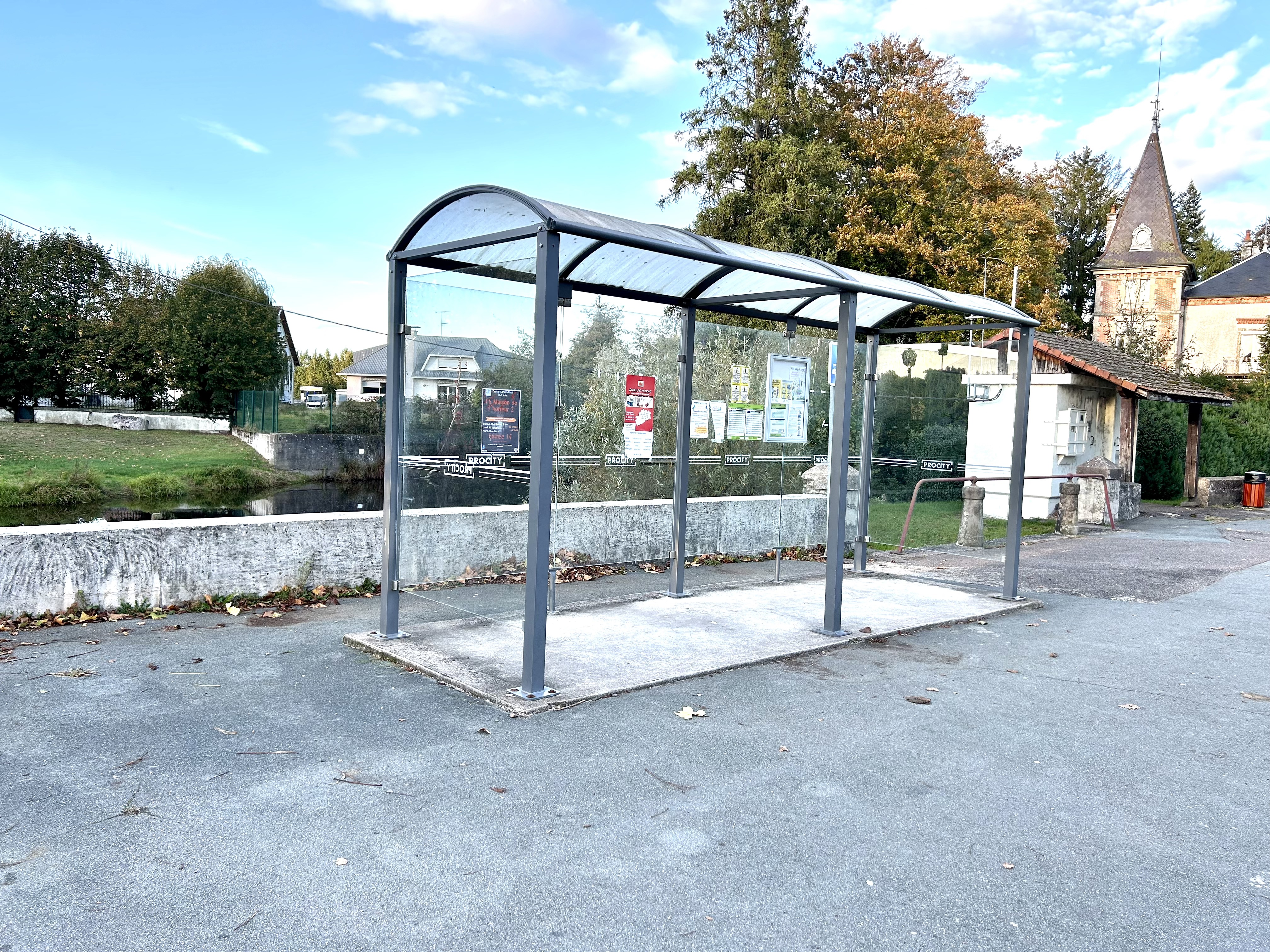
一处巴士车站

### 公路
上索恩省省道D10线、D243线、D250线和D417线在瑟穆斯河畔圣卢境内交汇。勃艮第-弗朗什-孔泰大区下属的城际客运提供途径瑟穆斯河畔圣卢的校车巴士线路，可前往省会沃苏勒。
2020年，63.4%的瑟穆斯河畔圣卢家庭拥有至少一辆私人汽车。2021年，瑟穆斯河畔圣卢境内共发生各类交通事故1起，造成3人受伤。
| 8 | 66 |

| 沃苏勒 | 35 |

| 吕克瑟伊莱班 | 13 |

| 瓦勒德默兹 | 67 |

### 铁路
距离瑟穆斯河畔圣卢最近的运营中的客运铁路车站为7公里外的阿耶维莱尔站，该站停靠往返于贝尔福和埃皮纳勒一线的区域列车。

### 航空
距离瑟穆斯河畔圣卢最近的民用航空站为139公里外的巴塞尔-米卢斯-弗赖堡欧洲机场。

### 城市公共交通
截至2023年10月，瑟穆斯河畔圣卢暂无城市公共交通系统。

## 政治

### 市政内阁

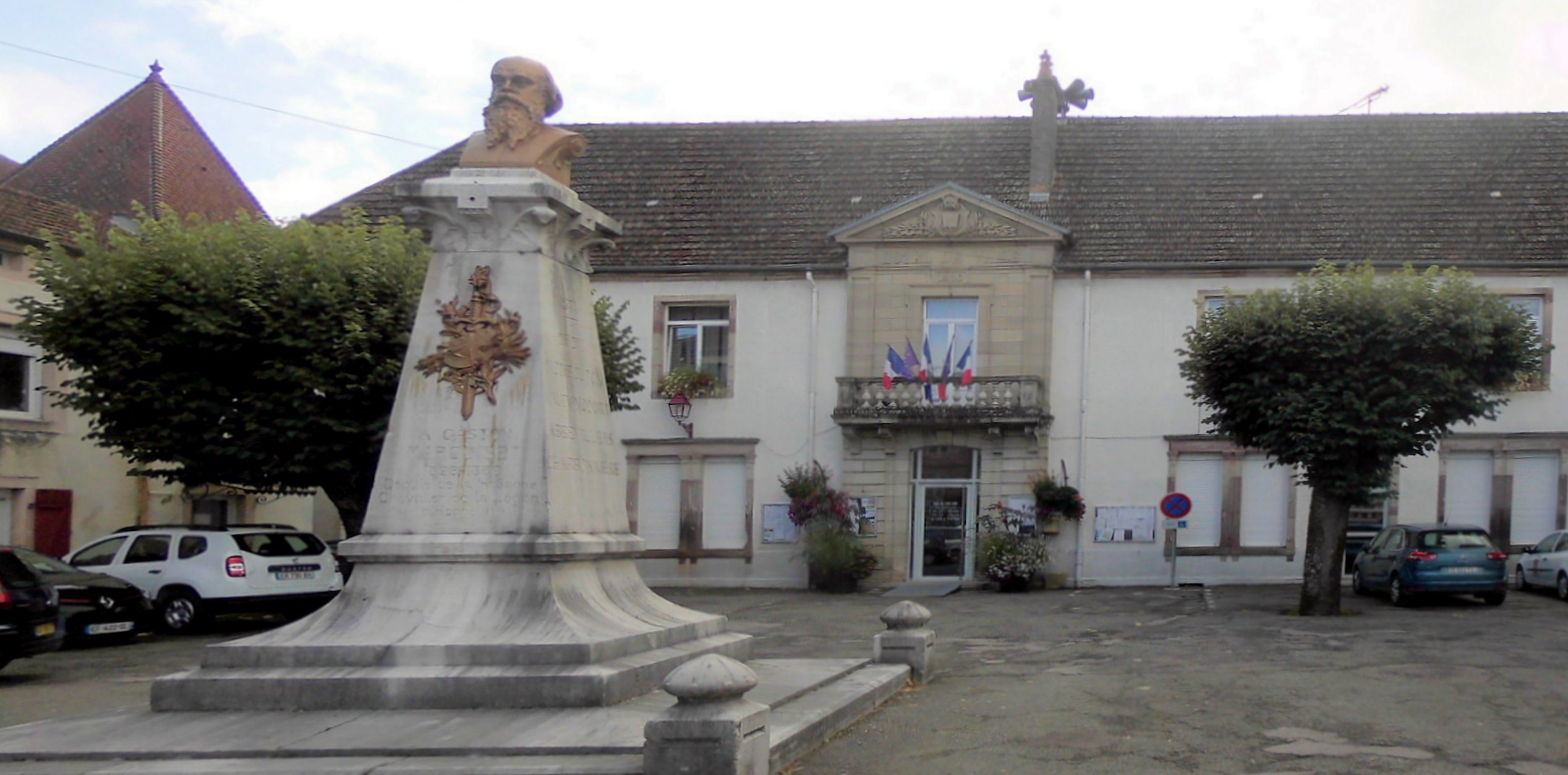
瑟穆斯河畔圣卢市政厅

瑟穆斯河畔圣卢的现任市长为蒂埃里·博尔多先生（Thierry BORDOT），他是一名无党派人士，在2020年的市政选举中获得了70.27%的支持率。
| 瑟穆斯河畔圣卢历届市长 | 瑟穆斯河畔圣卢历届市长              | 瑟穆斯河畔圣卢历届市长           |
| 任期                   | 市长                                | 党派                             |
| ---------------------- | ----------------------------------- | -------------------------------- |
| 1944年－1945年         | Albert JACQUEY 阿尔贝·雅凯          | SFIO工人国际法国支部             |
| 1945年－1947年         | Camille GRANDHAYE 卡米尔·格朗代     | 不详                             |
| 1947年－1959年         | Gabriel ARNOULD 加布里埃尔·阿尔努   | 不详                             |
| 1959年－1987年         | André MASSON 安德烈·马松            | RAD激进党 →PRG左派激進黨         |
| 1987年－1992年         | Jean GALLAIRE 让·加莱尔             | PS社会党                         |
| 1992年－2001年         | Jean-Louis MARIEY 让-路易·马里耶    | PS社会党                         |
| 2001年－2004年         | Christiane JANSEN 克里斯蒂亚娜·让森 | RPR保衛共和聯盟 →UMP人民运动联盟 |
| 2004年－2008年         | André ROUILLER 安德烈·鲁耶          | UMP人民运动联盟                  |
| 2008年－2010年         | Michel LEROY 米歇尔·勒鲁瓦          | PS社会党                         |
| 2010年－               | Thierry BORDOT 蒂埃里·博尔多        | LREM复兴 →無黨籍                 |

### 各级选举
| 瑟穆斯河畔圣卢历届投票选举结果 | 瑟穆斯河畔圣卢历届投票选举结果 | 瑟穆斯河畔圣卢历届投票选举结果 | 瑟穆斯河畔圣卢历届投票选举结果 | 瑟穆斯河畔圣卢历届投票选举结果 | 瑟穆斯河畔圣卢历届投票选举结果 | 瑟穆斯河畔圣卢历届投票选举结果 | 瑟穆斯河畔圣卢历届投票选举结果 | 瑟穆斯河畔圣卢历届投票选举结果 | 瑟穆斯河畔圣卢历届投票选举结果 |
| 选举项目                       | 选举范围                       | 选区单位                       | 选区单位内的选举结果           | 选区单位内的选举结果           | 选区单位内的选举结果           | 选区单位内的选举结果           | 选区单位内的选举结果           | 选区单位内的选举结果           | 参考资料                       |
| 选举项目                       | 选举范围                       | 选区单位                       | 第一轮胜出者                   | 第一轮胜出者                   | 支持率                         | 第二轮胜出者                   | 第二轮胜出者                   | 支持率                         | 参考资料                       |
| ------------------------------ | ------------------------------ | ------------------------------ | ------------------------------ | ------------------------------ | ------------------------------ | ------------------------------ | ------------------------------ | ------------------------------ | ------------------------------ |
| 2017年法國總統選舉             | 法國                           | 市镇                           |                                | 玛丽娜·勒庞                    | 30.36%                         |                                | 埃马纽埃尔·马克龙              | 56.89%                         | [ 23 ]                         |
| 2017年法国立法选举             | 上索恩省第二选区               | 市镇                           |                                | 克里斯托夫·勒热纳              | 32.44%                         |                                | 克里斯托夫·勒热纳              | 56.86%                         | [ 23 ]                         |
| 2019年欧洲议会选举             | 法國                           | 市镇                           |                                | 若尔丹·巴尔代拉                | 33.9%                          | （不适用）                     | （不适用）                     | （不适用）                     | [ 25 ]                         |
| 2021年法国省级选举             | 上索恩省                       | 县                             |                                | 蒂埃里·博尔多 韦罗妮克·格朗让  | 39.64%                         |                                | 蒂埃里·博尔多 韦罗妮克·格朗让  | 50.71%                         | [ 26 ]                         |
| 2021年法国省级选举             | 上索恩省                       | 市镇                           |                                | 蒂埃里·博尔多 韦罗妮克·格朗让  | 66.29%                         |                                | 蒂埃里·博尔多 韦罗妮克·格朗让  | 75.53%                         | [ 26 ]                         |
| 2021年法国大区选举             |                                | 市镇                           |                                | 玛丽-吉特·迪费                 | 35.9%                          |                                | 玛丽-吉特·迪费                 | 50.2%                          | [ 27 ]                         |
| 2022年法国总统选举             | 法國                           | 市镇                           |                                | 玛丽娜·勒庞                    | 33.08%                         |                                | 玛丽娜·勒庞                    | 51.78%                         | [ 23 ]                         |
| 2022年法国立法选举             | 上索恩省第二选区               | 市镇                           |                                | 埃默里克·萨尔蒙                | 33.5%                          |                                | 埃默里克·萨尔蒙                | 54.38%                         | [ 23 ]                         |

## 人口
2020年，瑟穆斯河畔圣卢市镇人口数量为3,046，在法国排名第3,667位。其中男性1,501人，女性1,545人，75岁及以上人口占12.7%，外籍人口数量为546人，人口密度为184人/平方公里，当地居民被称为（男性）或（女性）。2021年，瑟穆斯河畔圣卢境内出生26人，死亡人口67人。
| 瑟穆斯河畔圣卢1901年－2020年人口变化情况 |
|                                          |
| 数据来源：Cassini、INSEE                 |

## 经济
瑟穆斯河畔圣卢是一个区域性的中心城市。截至2023年10月，瑟穆斯河畔圣卢市镇范围内共有各类用人单位（包含自雇）360家，平均历史为21年，其中96%为中小型企业（PME），2023年8月至10月间，当地的经济活力指数为0。（木材家具）、（木材加工）、（厨卫木材加工）及是当地2021年营业额最高的三个企业，分别为112,814,861欧元、77,656,517欧元和49,241,074欧元。

## 财政与居民收入
2021年，瑟穆斯河畔圣卢的财政收入总额为3,233,720欧元，财政支出总额为2,720,800欧元，当年的债务总额为2,415,770欧元。 2021年，瑟穆斯河畔圣卢市镇通过增值税获得210,640欧元的收入，此外当地还共获得了671,260欧元的国家直接财政补助。
2019年，瑟穆斯河畔圣卢的人均月收入总额为1,819欧元，其中高级职员为3,453欧元，低于法国平均水平（4,230欧元）；中级职员为2,253欧元，低于法国平均水平（2,411欧元）；普通职员为1,595欧元，亦低于法国平均水平（1,740欧元）。
2020年，瑟穆斯河畔圣卢境内的贫困率为26%，青壮年（15至64岁）失业率为19.5%；2022年，当地26.2%的家庭拥有纳税资格，平均纳税1,542欧元，低于法国平均水平（4,393欧元）。

## 社会事务

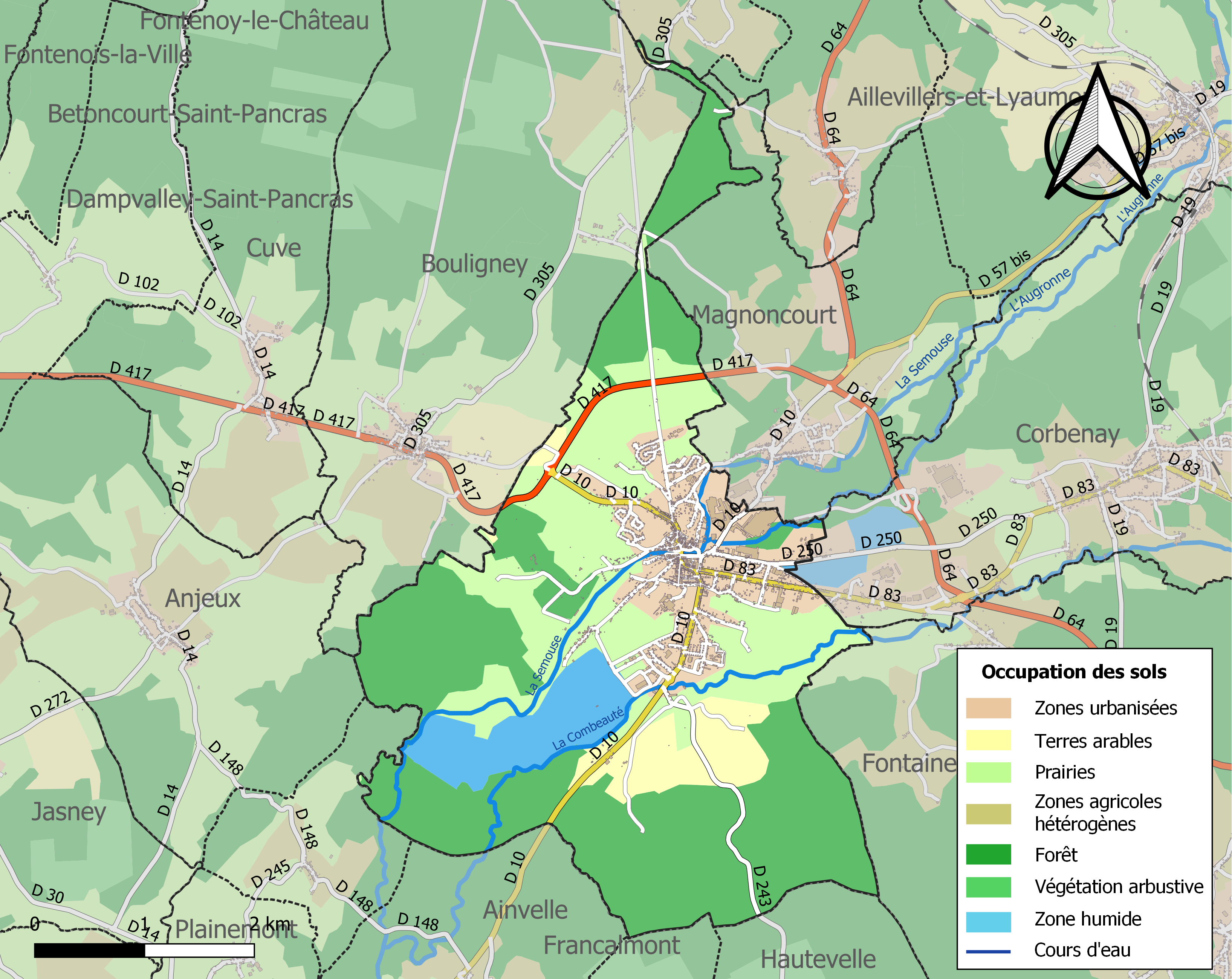
瑟穆斯河畔圣卢土地利用情况地图

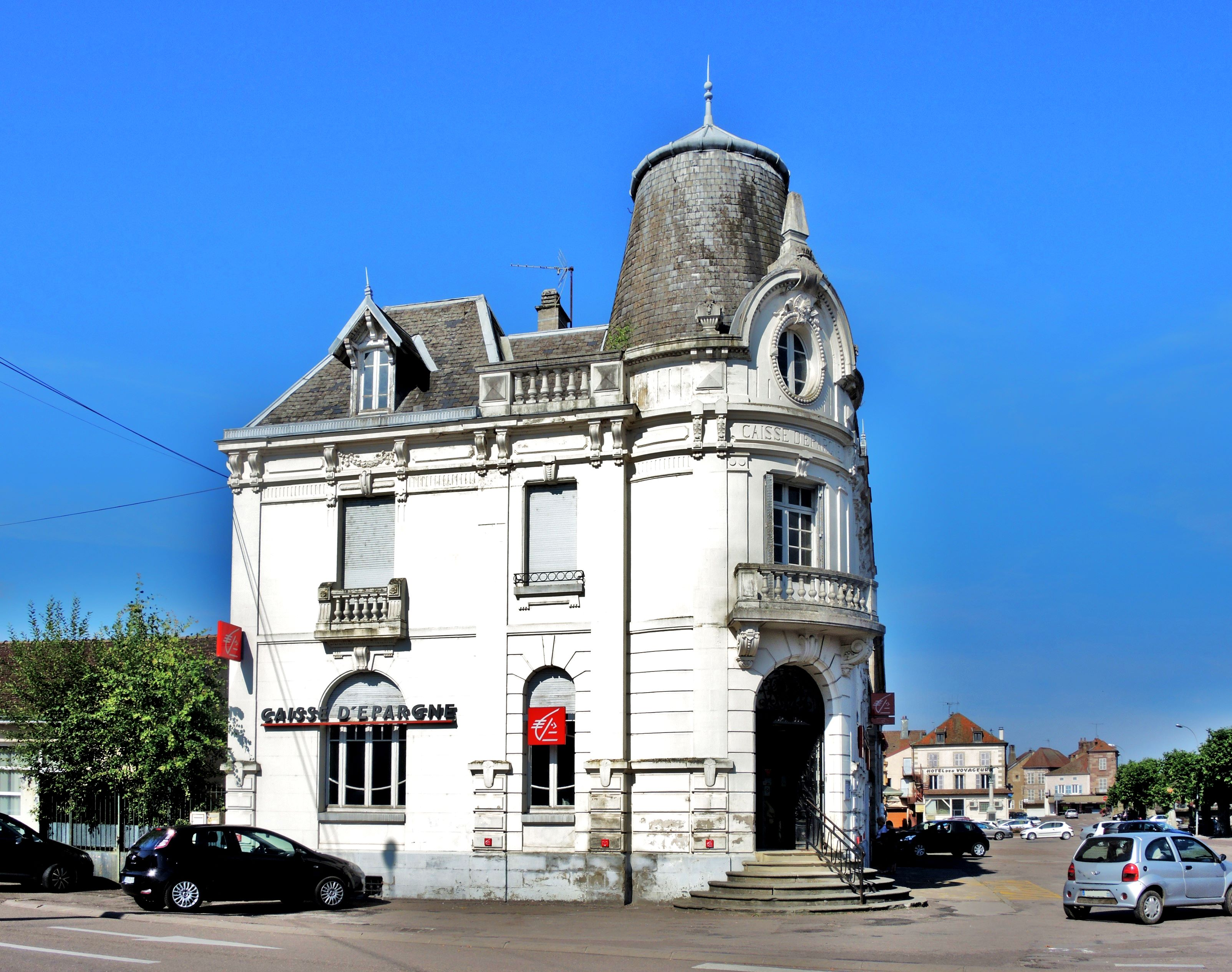
一处传统建筑

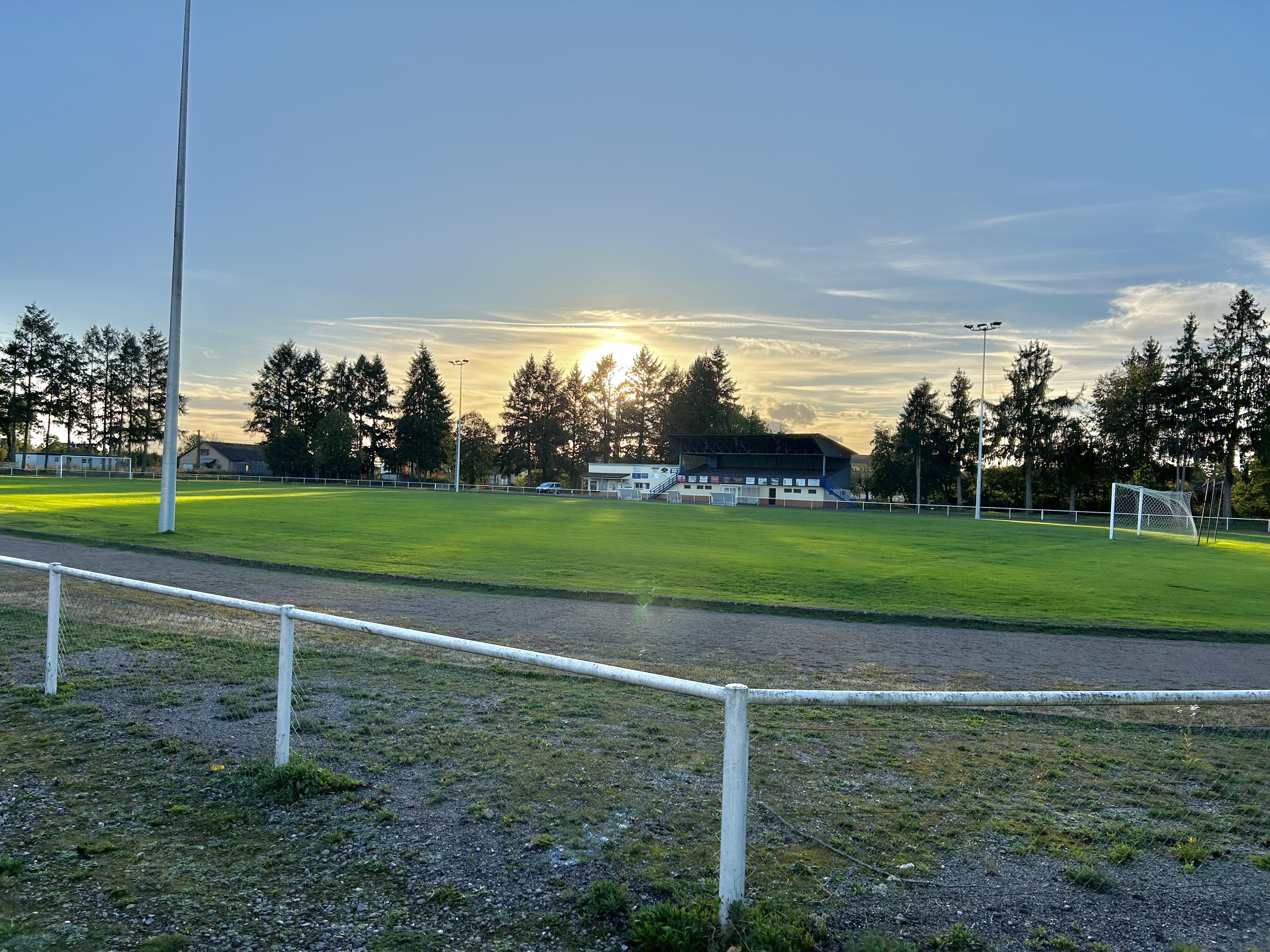
市政球场

### 教育
瑟穆斯河畔圣卢属于贝桑松学区。截至2021年1月1日，瑟穆斯河畔圣卢境内共有3所小学和1所初级中学。2021至2022学年度，瑟穆斯河畔圣卢境内共有在校中等教育阶段学生360名。

### 医疗
截至2021年1月1日，瑟穆斯河畔圣卢境内共有全科医生5名、保健师3名、牙医1名、护士9名和助产士2名。境内共有药房2家。
距离瑟穆斯河畔圣卢最近的区域性医疗机构为上索恩省中心医院（Groupe Hospitalier de la Haute-Saône），其下属的吕克瑟伊病区（Site de Luxeuil）位于吕克瑟伊莱班，该院设有床位45个，距离瑟穆斯河畔圣卢市区的正常车程大约14分钟。

### 住房
2020年，瑟穆斯河畔圣卢境内共有各类住房1,707套，其中62.9%为独立式居民区，36.8%为集中式居民区。常住房屋占瑟穆斯河畔圣卢市镇范围内居民建筑总量的79.3%。
在住房保障政策方面，2022年，瑟穆斯河畔圣卢境内共有358户家庭获得了住房经济补助，受益人数占总人口数量的12.8%，其中337份为房租补助。

### 商业
2021年，瑟穆斯河畔圣卢境内共有各类实体商铺63家，其中餐厅10家、大型超市1家、杂货店2家、面包房3家、肉铺2家、书店2家、银行门店5家、美容美发店4家、汽车维修店3家。镇中心建有一家Netto超市。

### 体育
2021年，瑟穆斯河畔圣卢境内共有1间体育馆、3座综合体育场、3处网球场、3处足球或橄榄球场以及2处篮球或排球场。
截至2023年10月，瑟穆斯河畔圣卢境内共有两家注册足球俱乐部。圣卢-科尔伯奈-马尼翁库尔体育俱乐部（Sporting Club Saint-Loup-Corbenay-Magnoncourt，编号541853）是当地的代表性足球队，其主队2023至2024赛季参加勃艮第-弗朗什-孔泰大区足球联赛丙组（法国第八级别），其主场为市政球场（Stade Municipal）。

### 环境
瑟穆斯河畔圣卢的环境事务由其所属的上孔泰市镇公共社区联合各级政府协调负责。2021年，瑟穆斯河畔圣卢境内暂无污染企业。

### 治安
2021年，瑟穆斯河畔圣卢市镇范围内共有1处宪兵队。
瑟穆斯河畔圣卢及其附近的共191个市镇是吕尔国家宪兵队（zone gendarmerie de Lure）的管辖范围。2020年，该宪兵队累计记录各类案件2,621起，其中盗窃类案件1,069起，经济类案件455起，毒品交易类案件96起。

## 文化

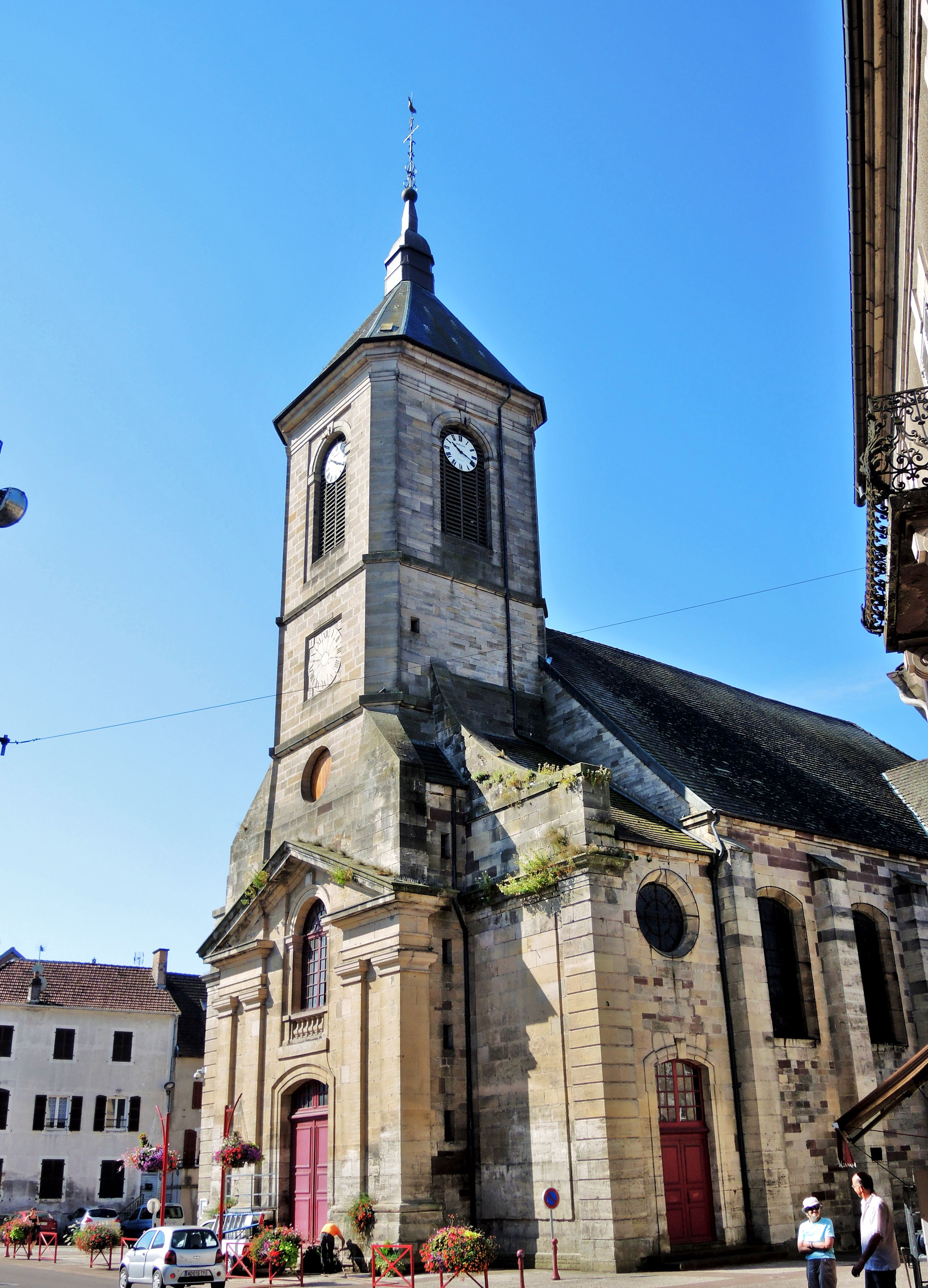
圣卢教堂

2021年，瑟穆斯河畔圣卢境内暂无任何文化设施。瑟穆斯河畔圣卢市政府提供市政多媒体中心（Médiathèque municipale），每周二至六向公众开放。

### 建筑
瑟穆斯河畔圣卢境内有多处历史建筑，其中布利城堡为法国国家文物保护单位，镇中心的圣卢教堂（Église Saint-Loup de Saint-Loup-sur-Semouse）则是当地的地标性建筑物。

### 旅游
瑟穆斯河畔圣卢的旅游事务由其所属的上孔泰市镇公共社区负责。2023年，瑟穆斯河畔圣卢境内暂无任何游客接待设施。

### 媒体
法国主要的媒体均可在瑟穆斯河畔圣卢接收，法国电视三台下属的勃艮第-弗朗什-孔泰大区频道在部分时段播出瑟穆斯河畔圣卢所在上索恩省的地方新闻。《东部共和国人报》是当地主要的地方媒体，总部位于南锡。

## 相关人物
法国军事家约瑟夫-阿尔贝·德波尔和企业家洛朗丝·帕里索出生于瑟穆斯河畔圣卢。

## 友好城市
截至2023年10月，瑟穆斯河畔圣卢共与一座城市建立了友好城市关系：
- 德国 毛尔堡